# Dichrostoptera basilinea
Dichrostoptera basilinea är en fjärilsart som beskrevs av Gustaaf Hulstaert 1924. Dichrostoptera basilinea ingår i släktet Dichrostoptera och familjen björnspinnare. Inga underarter finns listade i Catalogue of Life.